# Zombie Hunter
Pour plus de détails, voir Fiche technique et Distribution.
Zombie Hunter est un film d'horreur américain réalisé en 2013 par K. King, avec Danny Trejo dans le rôle de Jesús.

## Synopsis
Des zombies ont infesté le monde. Un groupe de survivants doit lutter pour survivre.

## Fiche technique
- Titre : Zombie Hunter
- Réalisation : Kevin King
- Scénario : Kevin King et Kurt Knight
- Musique : Christian Davis
- Photographie : Ephraim Smith
- Montage : Chris Le
- Production : Jennifer Griffin, K. King, Chris Le et Rocky Mudaliar
- Société de production : Arrowstorm Entertainment et The Klimax
- Pays :  États-Unis
- Genre : Action, comédie horrifique et science-fiction
- Durée : 93 minutes
- Dates de sortie : 
  - États-Unis : 8 octobre 2013
  - France : 27 février 2014

## Distribution
- Danny Trejo : Jesús
- Martin Copping : Hunter
- Clare Niederpruem : Alison
- Jade Regier : 'Fast Lane' Debbie
- Jason K. Wixom : Ricky
- Terry Guthrie : Jerry
- Jake Suazo : Lyle
- Jeff Kirkham : Funny Man
- Michael Monasterio : Casanova
- Marianne Smith : Cheerleader
- Shona Kay : Female Reporter
- Jarrod Phillips : Male Reporter
- Ashley Halbash : Daughter
- Cali Gonzalez : Wife
- Adam Judd : Lead Zombie
- Amy Savannah : Sexy Zombie
- Jake Bushman : Death Angel